# Ваду Станкиј (Дамбовица)
Ваду Станкиј (рум. Vadu Stanchii) насеље је у Румунији у округу Дамбовица у општини Корбиј Мари. Oпштина се налази на надморској висини од 134 m.

## Становништво
Према подацима из 2002. године у насељу је живело 565 становника, од којих су сви румунске националности.